# Alt Urgell
Alt Urgell [aɫt urˈʒɛʎ] (hiszp. Alto Urgel) – comarca (powiat) w Hiszpanii, w Katalonii, w prowincji Lleida. Stolicą comarki jest La Seu d’Urgell. Region liczy 19 105 mieszkańców i obejmuje powierzchnię 1446,9 km².

Historyczne Hrabstwo Urguell (ciemnobrązowe) na mapie terytorialnej ekspansji Królestwa Aragonii

Odpowiada w przybliżeniu historycznemu centrum Hrabstwa Urgel, istniejącemu między VIII a XV wiekiem n.e.
Biskupi rezydujący w stolicy comarki są jednocześnie – od 1278 roku – współksiążętami Andory.

## Gminy
W skład comarki Alt Urgell wchodzi 19 gmin. Są to:
- Alàs i Cerc – liczba ludności: 406
- Arsèguel – 92
- Bassella – 261
- Cabó – 108
- Cava – 60
- Coll de Nargó – 600
- Estamariu – 119
- Fígols i Alinyà – 273
- Josa i Tuixén – 170
- Montferrer i Castellbò – 856
- Oliana – 1932
- Organyà – 960
- Peramola – 373
- El Pont de Bar – 158
- Ribera d’Urgellet – 935
- La Seu d’Urgell – 12 317
- Les Valls d'Aguilar – 315
- Les Valls de Valira – 810
- La Vansa i Fórnols – 191